# 炭化タンタルハフニウム
炭化タンタルハフニウム（たんかタンタルハフニウム、Tantalum hafnium carbide）は、組成式TaxHf1-xCyの、炭化タンタル(TaC)と炭化ハフニウム(HfC)の固溶体である耐火性の炭化物である。

## 解説
炭化タンタルと炭化ハフニウムは、それぞれ3983℃と3928℃という高い融点を持つ物質である。それらの組み合わせの1つであるTa4HfC5は、世界で最も高い融点である4215℃を示す。この値は1930年に報告され、ブリタニカ百科事典に、最も融点の高い固体として記録されている。その後、少なくとも1995年に再掲載され、1998年頃に「最高の1つ」と訂正された。
非常に少数であるが、極端な高温での実験の困難さから、融点の他の値も報告されている。1965年の実験では、2225℃から2275℃の間で、TaxHf1-xCyで最小の蒸発率と最大の熱安定性が報告された。この値は、タングステンとほぼ同等であるという。別の実験では、TaxHf1-xCyがTaC-HfC固溶体の中で最小の酸化速度を示す事が見出された。Goodfellow社は、99.0%純度のTaxHf1-xCyの45μgの粉末を$9540/kgで販売している。
任意の組成の炭化タンタルハフニウムは岩塩型の立方晶構造を有している。通常、炭素が欠乏しているので、組成式とはTaCxとHfCxはx=0.7～1.0まで、Taに対してHfは0.56～1.0までのずれがある。同じ構造は、同じ固溶体の少なくとも一部で観察される。X線回折データから計算された密度は、Ta0.5Hf0.5Cで13.6g/c3である。紅砒ニッケル鉱型の六方晶構造のTa0.9Hf0.1C0.5では14.76g/cm3という密度が報告されている。